# Martha Apraxina
Pour les articles homonymes, voir Apraxina.
Marfa (Martha) Matveïevna Apraxina (en russe : Ма́рфа Матве́евна Апра́ксина), née en 1664 et morte le 31 décembre 1715 (11 janvier 1716 dans le calendrier grégorien), fut tsarine de Russie et la seconde femme du tsar Fédor III.
Sept mois après la mort de sa première épouse, le tsar épouse Martha, fille de Matveï Vassilievitch Apraxine et de Domna Bogdanovna Lovtchikova. Il meurt trois mois plus tard, le 7 mai 1682, sans laisser de descendance.